# Злотники-Любанські
Злотники-Любанські (пол. Złotniki Lubańskie, нім. Goldentraum) — село в Польщі, у гміні Лешна Любанського повіту Нижньосілезького воєводства.
Населення — 199 осіб (2011).

## Демографія
Демографічна структура станом на 31 березня 2011 року:
|          | Загалом | Допрацездатний вік | Працездатний вік | Постпрацездатний вік |
| -------- | ------- | ------------------ | ---------------- | -------------------- |
| Чоловіки | 102     | 21                 | 71               | 10                   |
| Жінки    | 97      | 23                 | 55               | 19                   |
| Разом    | 199     | 44                 | 126              | 29                   |